# Aguinaldo (Philippines)
Pour les articles homonymes, voir Aguinaldo.
Aguinaldo est une municipalité des Philippines située dans le centre de l'île de Luçon, dans la province d'Ifugao. Au recensement de 2020, elle avait une population de 21 128 personnes.
Elle a été créée en 1980 par détachement des districts orientaux de la municipalité de Mayoyao.
Son économie est principalement agricole, la production principale étant le riz.

## Subdivisions
Aguinaldo est divisée en 16 barangays (districts) :
- Awayan
- Bunhian
- Butac
- Buwag
- Chalalo
- Damag
- Galonogon
- Halag
- Itab
- Jacmal
- Majlong
- Mongayang
- Posnaan
- Ta-ang
- Talite
- Ubao